# СНИМ (футбольный клуб)
«Сним» (фр. Association Sportive et Culturelle de la Snim, ASC Snim) — мавританский футбольный клуб из города Нуадибу, основанный в 1976 году. Выступает в Чемпионате Мавритании. Домашние матчи проводит на стадионе Нуадибу. Команда становилась чемпионом Мавритании в 2009 и 2010 годах, в 2007 году заняла второе место. Также является обладателем Кубка Президента Республики 1992 года.
В 2011 году «Сним» принял участие в Лиге чемпионов КАФ 2011. В предварительном раунде проиграл оба матча клубу из Кот-д’Ивуара «АСЕК Мимозас» с общим счётом 0:9.

## Достижения
- Премьер лига Мавритании: 2

2009, 2010
2007 (Вице-чемпион)
- Кубок Президента Республики: 1

1992

## Международные соревнования
- Лига чемпионов КАФ: 1

2011 — Предварительный раунд